# Wapen van Breukelen-Sint Pieters

Wapen van Breukelen-Sint Pieters

Het wapen van Breukelen-Sint Pieters werd op 6 december 1911 verleend door de Hoge Raad van Adel aan de Utrechtse gemeente Breukelen-Sint Pieters. In 1949 ging Breukelen-Sint Pieters op in de gemeente Breukelen, nu onderdeel van gemeente Stichtse Vecht. Het wapen van Breukelen-Sint Pieters is daardoor definitief komen te vervallen als gemeentewapen.

## Blazoenering
De blazoenering van het wapen luidde als volgt:
In azuur twee schuingekruiste sleutels van goud.
De heraldische kleuren zijn azuur (blauw) en goud (goud of geel). 

## Verklaring
Het wapen is afgeleid van het wapen van het kapittel van Sint Pieter in Utrecht. De proosdij van Sint-Pieter, verbonden aan het kapittel van Sint-Pieter, bezat vroeger het gebied.

## Verwante wapens

Wapen van Abcoude-Proostdij
Wapen van Abcoude

Abcoude
· Abcoude-Baambrugge
· Abcoude-Proostdij
· Achttienhoven
· Amerongen
· Benschop
· Breukelen
· Breukelen-Nijenrode
· Breukelen-Sint Pieters
· Bunnik
· Cothen
· Darthuizen
· De Vuursche
· Doorn
· Driebergen
· Driebergen-Rijsenburg
· Everdingen
· Haarzuilens
· Hagestein
· Harmelen
· Hoenkoop
· Hoogland
· Houten
· Indijk
· Jaarsveld
· Jutphaas
· Kamerik
· Kockengen
· Langbroek
· Leersum
· Linschoten
· Loenen
· Loenersloot
· Loosdrecht
· Maarn
· Maarssen
· Maarsseveen
· Maartensdijk
· Mijdrecht
· Nigtevecht
· Noord-Polsbroek
· Odijk
· Oudenrijn
· Polsbroek
· Rijsenburg
· Ruwiel
· Schalkwijk
· Snelrewaard
· Sterkenburg
· Stoutenburg
· Tienhoven
· Vianen 
· Vinkeveen
· Vinkeveen en Waverveen
· Vleuten
· Vleuten-De Meern
· Vreeland
· Vreeswijk
· Waarder
· Waverveen
· Werkhoven
· Westbroek
· Willeskop
· Willige Langerak
· Wilnis
· Zegveld
· Zuilen
· Zuid-Polsbroek